# Ménil-sur-Belvitte
Pour les articles homonymes, voir Mesnil et Belvitte (homonymie).
Ménil-sur-Belvitte est une commune française située dans le département des Vosges, en région Grand Est.
Ses habitants sont appelés les Ménilois.

## Géographie

### Localisation

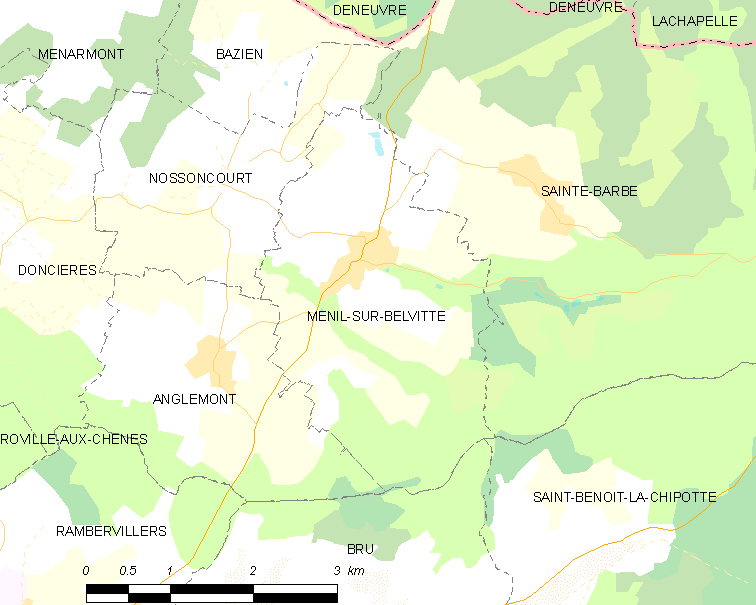
Situation géographique de Ménil-sur-Belvitte.

Le village est situé à égale distance — environ 7 km — de Rambervillers et de Baccarat. La Belvitte qui le traverse est un affluent droit de la Mortagne.
| Nossoncourt |                    |                          |
|             | Ménil-sur-Belvitte | Sainte-Barbe             |
| Anglemont   | Brû                | Saint-Benoît-la-Chipotte |

### Géologie et relief
La commune se compose de 50,19 hectares de territoires artificialisés (5,84 %), 512,94 hectares de territoires agricoles (59,64 %) et 297,32 hectares de forêts et milieux semi-naturels (34,57 %).
Espaces naturels :
- Deux zones naturelles d'intérêt écologique, faunistique et floristique (Znieff) :

Ruisseau du pré Guérin à Ménil-sur-Belvitte et Sainte-Barbe,
Belvitte à Sainte-Barbe.

### Hydrographie et les eaux souterraines
Hydrogéologie et climatologie : Système d’information pour la gestion des eaux souterraines du bassin Rhin-Meuse :
Territoire communal : Occupation du sol (Corinne Land Cover); Cours d'eau (BD Carthage),
Géologie : Carte géologique; Coupes géologiques et techniques,
 Hydrogéologie : Masses d'eau souterraine; BD Lisa; Cartes piézométriques.
La commune est située dans le bassin versant du Rhin au sein du bassin Rhin-Meuse. Elle est drainée par le ruisseau de Belvitte, Basse de la Religieuse, le ruisseau de Cope, le ruisseau de la Colpre, le ruisseau de Nossoncourt, le ruisseau de Ste-Barbe et le ruisseau du Pre Guerin,.
Le Belvitte, d'une longueur totale de 19 km, prend sa source dans la commune de Sainte-Barbe et se jette dans la Mortagne à Magnières, après avoir traversé neuf communes.

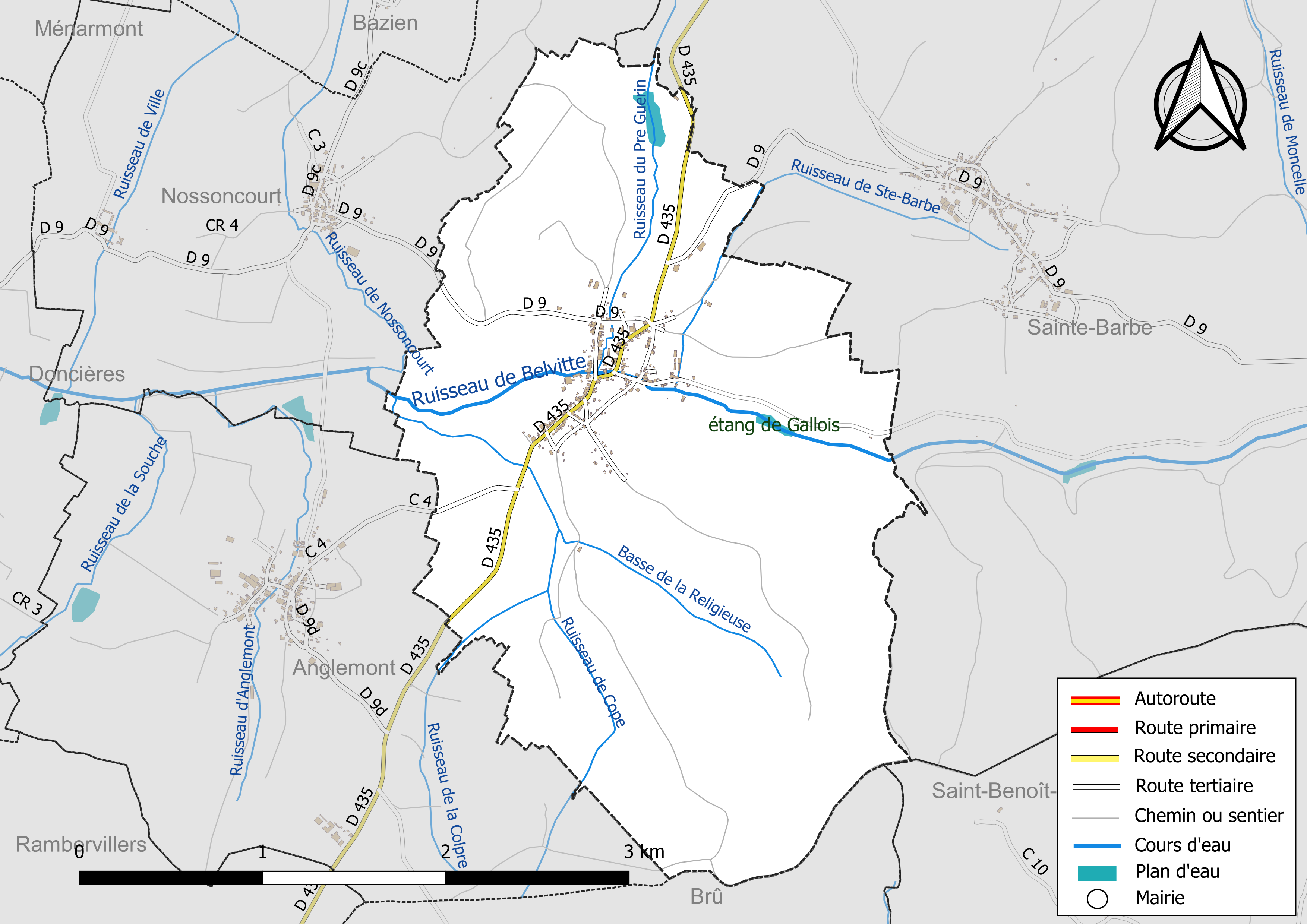
Réseaux hydrographique et routier de Ménil-sur-Belvitte.

La qualité des eaux de baignade et des cours d’eau peut être consultée sur un site dédié géré par les agences de l’eau et l’Agence française pour la biodiversité.

### Climat
Pour des articles plus généraux, voir Climat du Grand Est et Climat des Vosges.
En 2010, le climat de la commune est de type climat des marges montargnardes, selon une étude du Centre national de la recherche scientifique s'appuyant sur une série de données couvrant la période 1971-2000. En 2020, Météo-France publie une typologie des climats de la France métropolitaine dans laquelle la commune est exposée à un climat semi-continental et est dans la région climatique  Vosges, caractérisée par une pluviométrie très élevée (1 500 à 2 000 mm/an) en toutes saisons et un hiver rude (moins de 1 °C). 
Pour la période 1971-2000, la température annuelle moyenne est de 9,7 °C, avec une amplitude thermique annuelle de 17,2 °C. Le cumul annuel moyen de précipitations est de 1 001 mm, avec 12,6 jours de précipitations en janvier et 10 jours en juillet. Pour la période 1991-2020, la température moyenne annuelle observée sur la station météorologique de Météo-France la plus proche, « Roville », sur la commune de Roville-aux-Chênes à 6 km à vol d'oiseau, est de 10,3 °C et le cumul annuel moyen de précipitations est de 833,3 mm. 
La température maximale relevée sur cette station est de 40 °C, atteinte le 25 juillet 2019 ; la température minimale est de −24,5 °C, atteinte le 2 janvier 1971,,. 
Les paramètres climatiques de la commune ont été estimés pour le milieu du siècle (2041-2070) selon différents scénarios d'émission de gaz à effet de serre à partir des nouvelles projections climatiques de référence DRIAS-2020. Ils sont consultables sur un site dédié publié par Météo-France en novembre 2022.

## Urbanisme

### Typologie
Au 1er janvier 2024, Ménil-sur-Belvitte est catégorisée commune rurale à habitat dispersé, selon la nouvelle grille communale de densité à sept niveaux définie par l'Insee en 2022.
Elle est située hors unité urbaine. Par ailleurs la commune fait partie de l'aire d'attraction de Rambervillers, dont elle est une commune de la couronne,. Cette aire, qui regroupe 15 communes, est catégorisée dans les aires de moins de 50 000 habitants,.

### Occupation des sols
L'occupation des sols de la commune, telle qu'elle ressort de la base de données européenne d’occupation biophysique des sols Corine Land Cover (CLC), est marquée par l'importance des territoires agricoles (59,7 % en 2018), en diminution par rapport à 1990 (60,7 %). La répartition détaillée en 2018 est la suivante : 
prairies (35 %), forêts (34,5 %), terres arables (24,7 %), zones urbanisées (5,8 %). L'évolution de l’occupation des sols de la commune et de ses infrastructures peut être observée sur les différentes représentations cartographiques du territoire : la carte de Cassini (XVIIIe siècle), la carte d'état-major (1820-1866) et les cartes ou photos aériennes de l'IGN pour la période actuelle (1950 à aujourd'hui).

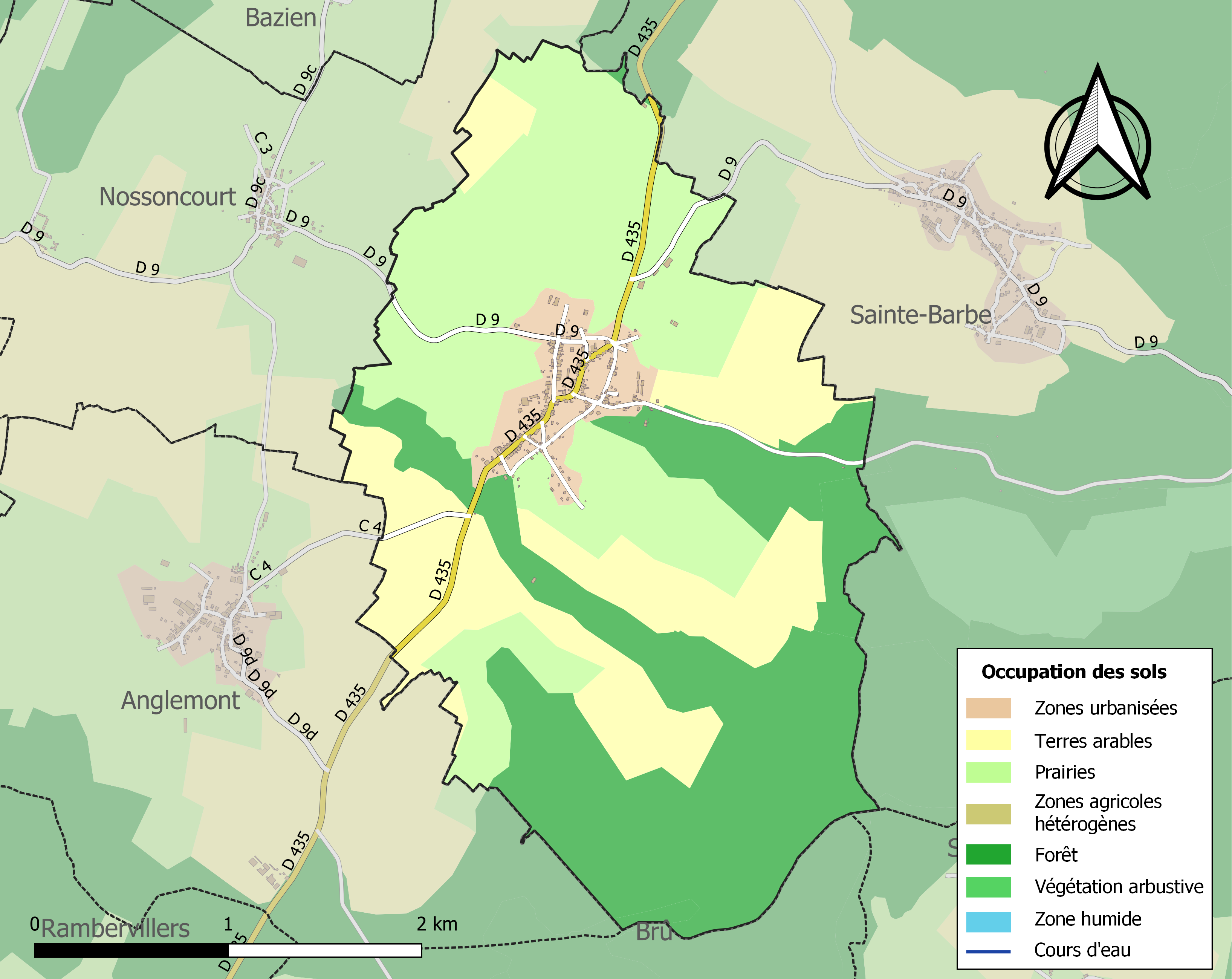
Carte des infrastructures et de l'occupation des sols de la commune en 2018 (CLC).

### Voies de communications et transports

#### Voies routières
- D435 vers Rambervillers[19].
- D9 vers Sainte-Barbe.
- D935 vers Baccarat.

#### Transports en commun
- Fluo Grand Est.

#### Lignes SNCF

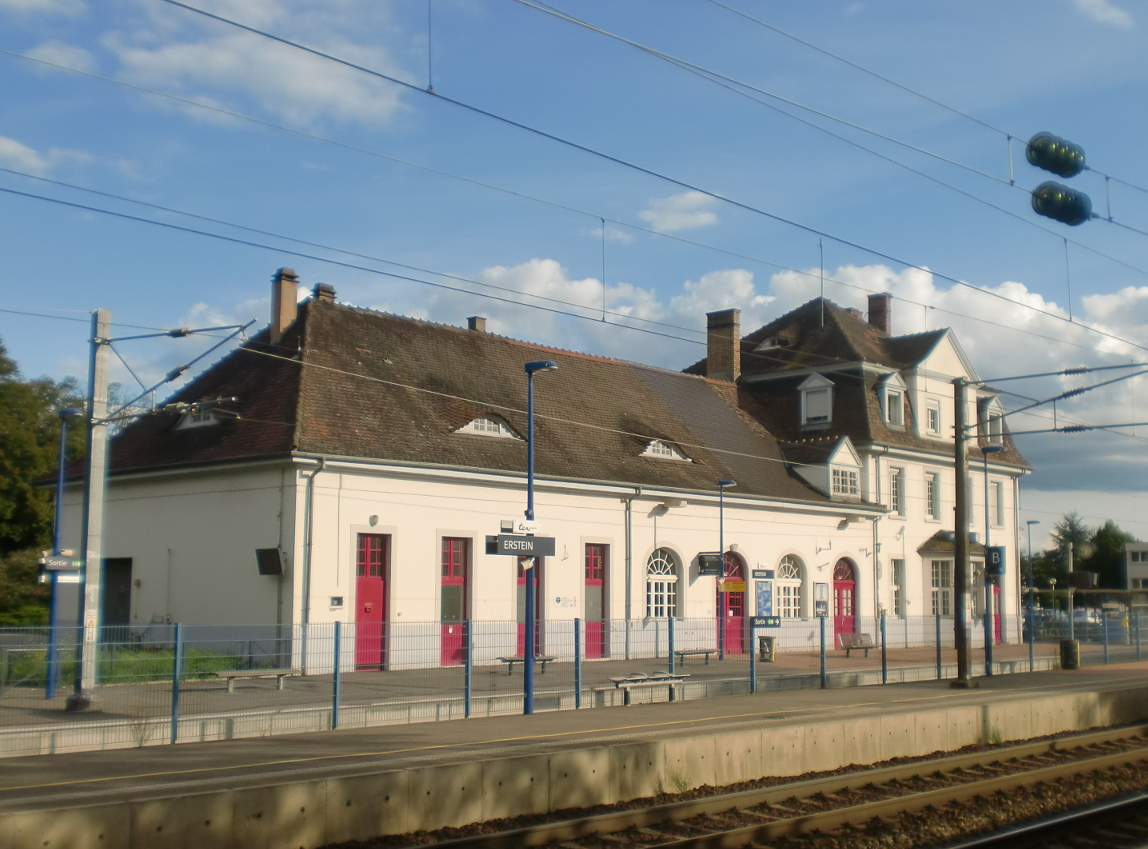
Gare de Baccarat Côté rue.

- Gare de Baccarat,
- Gare de Bertrichamps,
- Gare de Thiaville,
- Gare d'Azerailles,
- Gare d'Étival-Clairefontaine.

#### Transports aériens
- Aéroport de Nancy-Essey.
- L'Aéroport d'Épinal-Mirecourt « Vosges Aéroport ».

À partir de l'été 2021, l’aéroport d’Épinal-Mirecourt est devenu le "pélicandrome" de la Zone Est et servira ainsi de base de ravitaillement et d’intervention pour les avions bombardiers d’eau connus sous le nom de Dash 8.

## Toponymie
Le nom de la localité est attesté sous les formes Mesnil (1360) ; Maigny (1369) ; Menil… juxta Barrezeium (XIVe siècle) ; Mesgnil (1404) ; ? Mesgnier (1482) ; Menny (1490) ; Mesny (1555) ; Le Mesnil (1656) ; Ménil ou Ménil-Sainte-Barbe (1779) ; Ménil-Chapelle (XVIIIe siècle) ; Ménil-en-Vosges (an II) ; Ménil-en-Voges (1826). La commune s’appelait, jusqu’en 1867, Ménil-en-Vosges, puis jusqu’en 1904, Ménil-Rambervillers.

De l'oïl mesnil « habitation rurale , ferme , manoir ».
La Belvitte est une petite rivière française qui coule dans les départements des Vosges et de Meurthe-et-Moselle, en région Grand-Est.

## Histoire
Sous l’Ancien Régime, l’église, dédiée à saint Maurice, était annexe de Nossoncourt. Au XIXe siècle, la paroisse dépendait de la cure de Rambervillers. En 1990, elle fait partie du doyenné de Rambervillers.
Créée en 1914 au terme des combats de la Mortagne, la nécropole nationale de Ménil-sur-Belvitte rassemble 1 096 Français dont 197 reposent en ossuaire.
La commune a été décorée le 21 octobre 1920 de la croix de guerre 1914-1918.

## Politique et administration

### Budget et fiscalité 2023

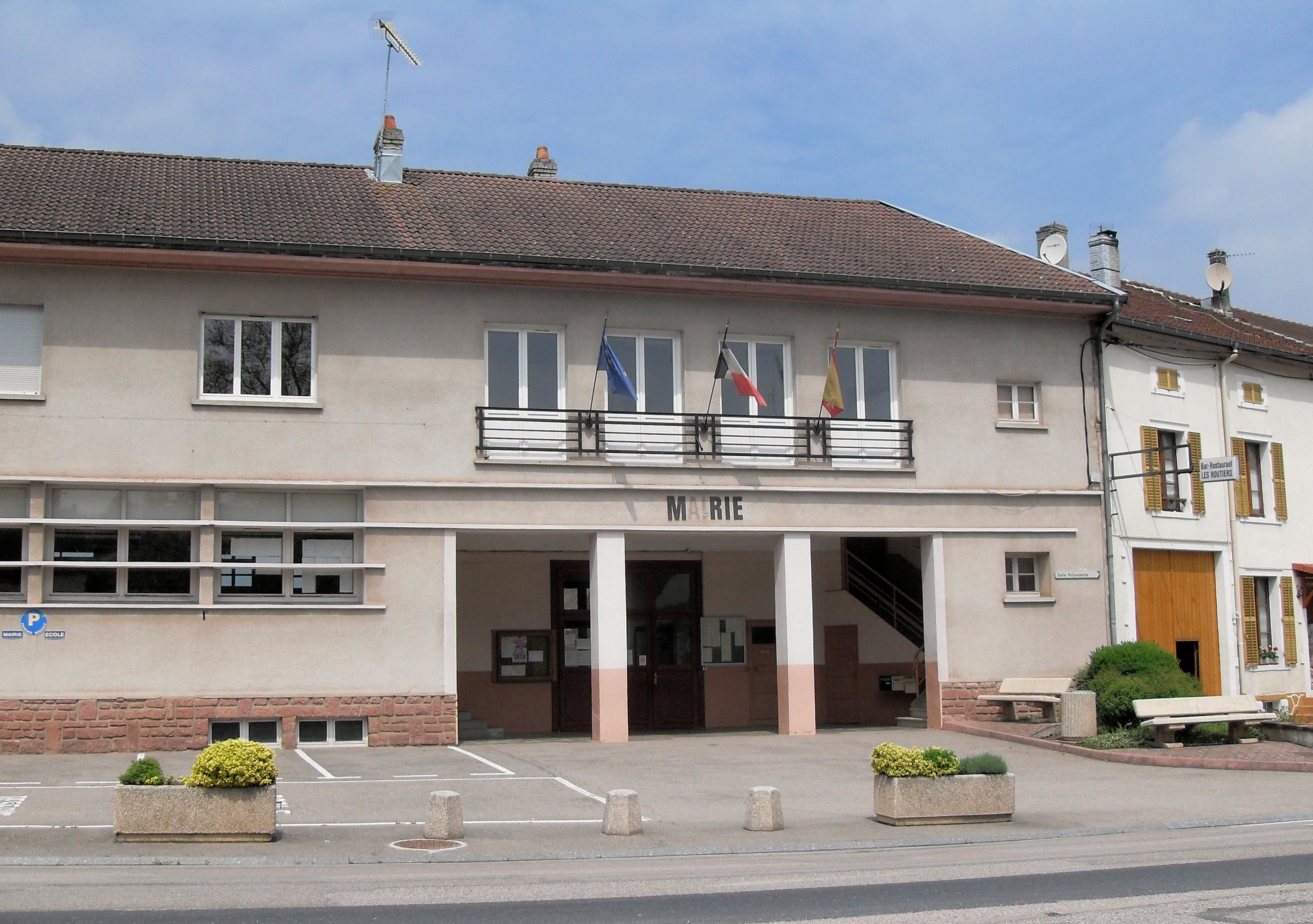
La mairie.

En 2023, le budget de la commune était constitué ainsi :
- total des produits de fonctionnement : 256 000 €, soit 846 € par habitant ;
- total des charges de fonctionnement : 224 000 €, soit 741 € par habitant ;
- total des ressources d'investissement : 113 000 €, soit 374 € par habitant ;
- total des emplois d'investissement : 122 000 €, soit 403 € par habitant ;
- endettement : 39 000 €, soit 127 € par habitant.

Avec les taux de fiscalité suivants :
- taxe d'habitation : 19,24 % ;
- taxe foncière sur les propriétés bâties : 35,08 % ;
- taxe foncière sur les propriétés non bâties : 16,25 % ;
- taxe additionnelle à la taxe foncière sur les propriétés non bâties : 0,00 % ;
- cotisation foncière des entreprises : 0,00 %.

Chiffres clés Revenus et pauvreté des ménages en 2021 : médiane en 2021 du revenu disponible, par unité de consommation : 21 510 €.

### Liste des maires
| Période                                  | Période      | Identité               | Étiquette | Qualité                             |
| ---------------------------------------- | ------------ | ---------------------- | --------- | ----------------------------------- |
| Les données manquantes sont à compléter. |              |                        |           |                                     |
| mars 2001                                | mars 2008    | Jacques Bastien        |           |                                     |
| mars 2008                                | avril 2014   | Michel Renard          |           |                                     |
| avril 2014                               | janvier 2019 | Joël Blary             |           | Démissionnaire pour raison de santé |
| mars 2019                                | En cours     | Emmanuel Parvé (°1974) |           | Conseiller d'entreprise             |

## Population et société

### Démographie

#### Évolution démographique
L'évolution du nombre d'habitants est connue à travers les recensements de la population effectués dans la commune depuis 1793. Pour les communes de moins de 10 000 habitants, une enquête de recensement portant sur toute la population est réalisée tous les cinq ans, les populations de référence des années intermédiaires étant quant à elles estimées par interpolation ou extrapolation. Pour la commune, le premier recensement exhaustif entrant dans le cadre du nouveau dispositif a été réalisé en 2007.

En 2022, la commune comptait 289 habitants, en évolution de −3,99 % par rapport à 2016 (Vosges : −2,96 %, France hors Mayotte : +2,11 %).
| 1793 | 1800 | 1806 | 1821 | 1831 | 1836 | 1841 | 1846 | 1856 |
| ---- | ---- | ---- | ---- | ---- | ---- | ---- | ---- | ---- |
| 391  | 407  | 481  | 535  | 624  | 603  | 615  | 623  | 596  |

| 1861 | 1866 | 1876 | 1881 | 1886 | 1891 | 1896 | 1901 | 1906 |
| ---- | ---- | ---- | ---- | ---- | ---- | ---- | ---- | ---- |
| 601  | 602  | 566  | 545  | 528  | 479  | 487  | 458  | 472  |

| 1911 | 1921 | 1926 | 1931 | 1936 | 1946 | 1954 | 1962 | 1968 |
| ---- | ---- | ---- | ---- | ---- | ---- | ---- | ---- | ---- |
| 465  | 360  | 350  | 331  | 336  | 298  | 324  | 336  | 324  |

| 1975 | 1982 | 1990 | 1999 | 2006 | 2007 | 2012 | 2017 | 2022 |
| ---- | ---- | ---- | ---- | ---- | ---- | ---- | ---- | ---- |
| 299  | 274  | 284  | 283  | 308  | 312  | 306  | 294  | 289  |

### Enseignement
Établissements d'enseignements :
- Écoles maternelles et primaires à Ménil-sur-Belvitte, Brû, Jeanménil, Rambervillers, Saint-Benoît-la-Chipotte.
- Collèges à Rambervillers, Baccarat, Raon-l'Étape, Gerbéviller.
- Lycées à Roville-aux-Chênes, Raon-l'Étape, Bruyères.

### Santé
Professionnels et établissements de santé :
- Médecins à Ménil-sur-Belvitte, Rambervillers, Baccarat, Bertrichamp, Magnières[33].
- Pharmacies à Rambervillers, Raon-l'Étape, Étival-Clairefontaine[34].
- Hôpitaux à Saint-Dié-des-Vosges, Lunéville, Épinal[35].

### Cultes
- Culte catholique, Paroisse Notre-Dame-de-la-Mortagne[36], Diocèse de Saint-Dié.

## Économie

### Entreprises et commerces

#### Commerces
- Commerces et services de proximité[37].

## Culture locale et patrimoine

### Lieux et monuments

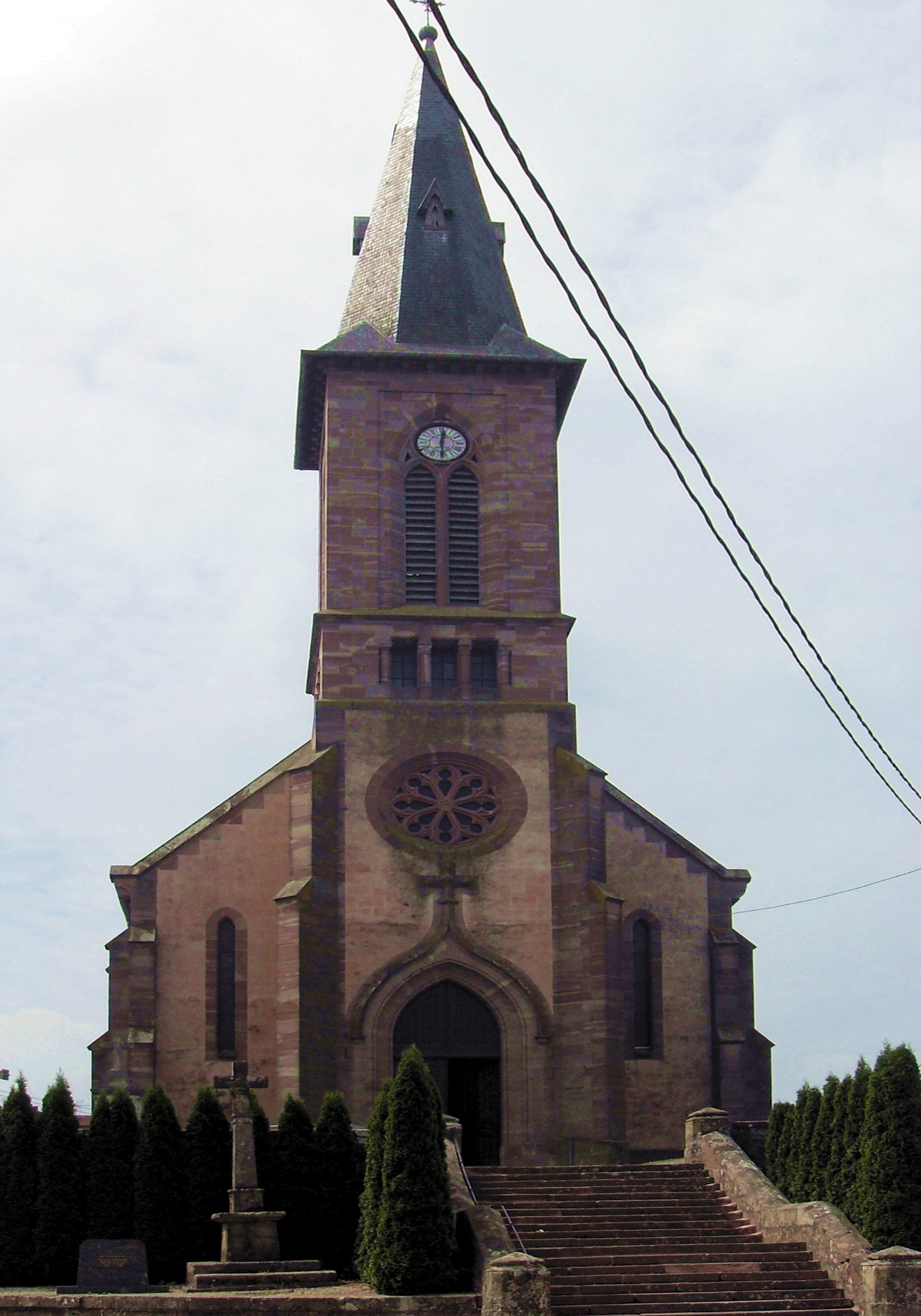
L'église Saint-Maurice.
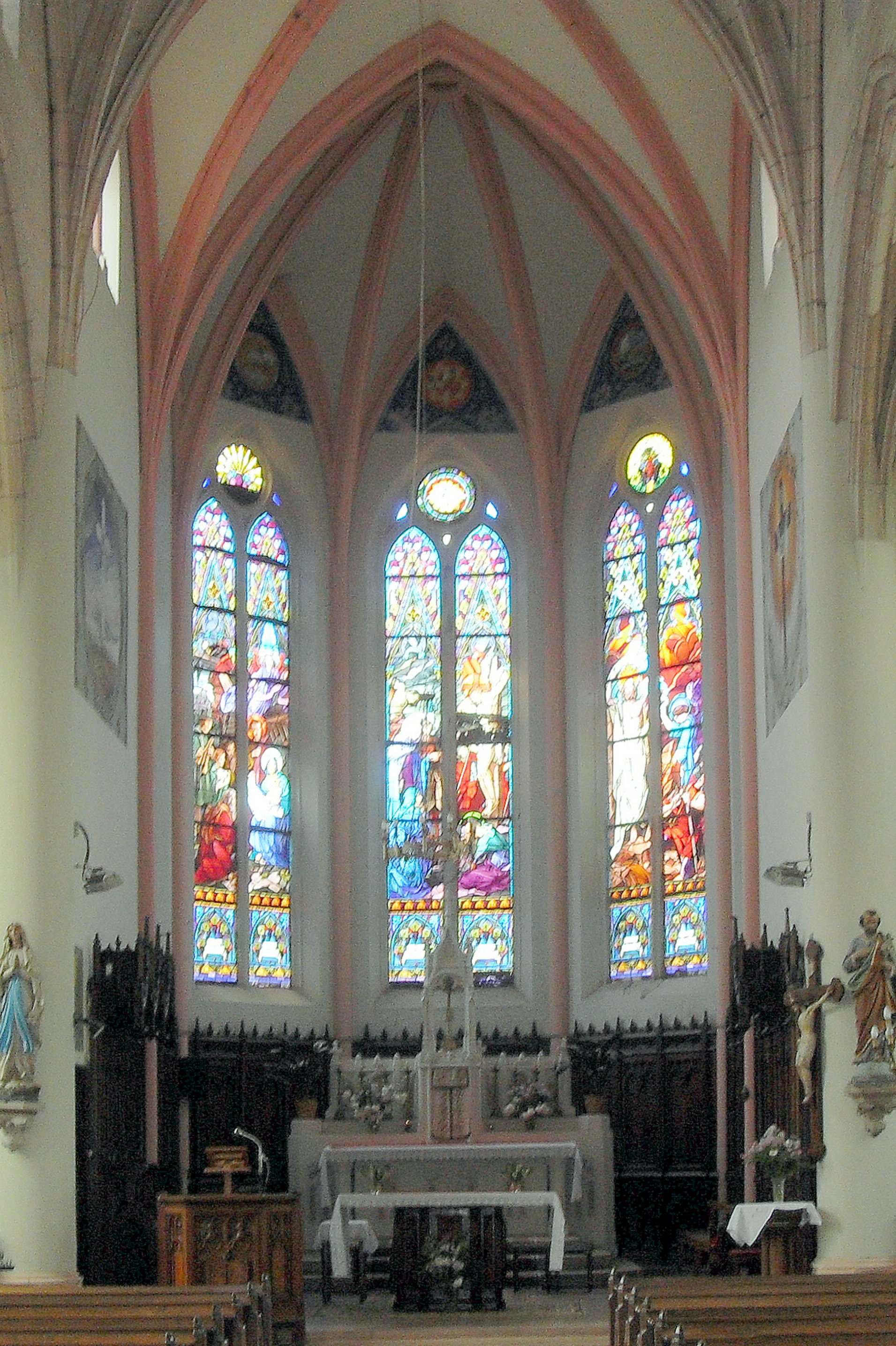
Église Saint-Maurice, l'intérieur.
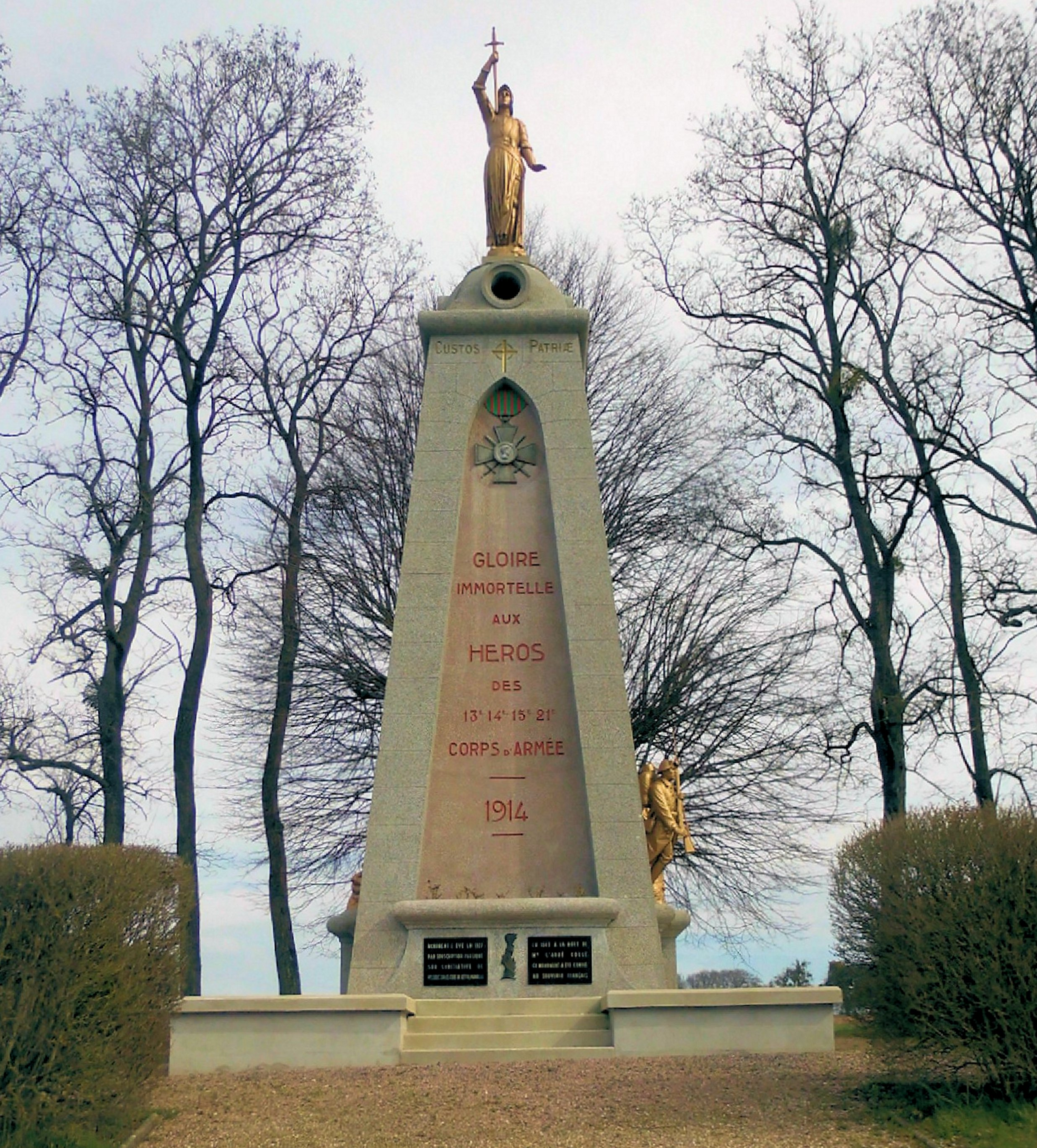
Le monument du Nécropole nationale.
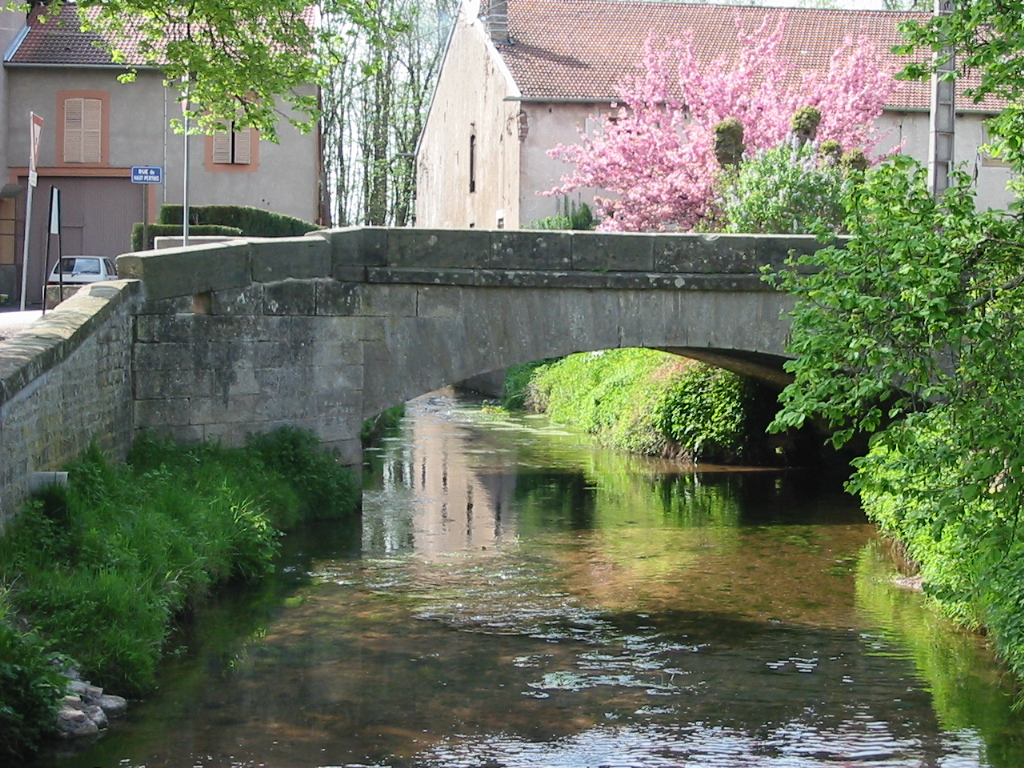
Le pont sur la Belvitte, affluent de la Mortagne.

- Église Saint-Maurice néo-gothique reconstruite en 1929[38],[39].

et son orgue,,.
À l'initiative de l'abbé Collé, curé du village et délégué local du Souvenir Français, un monument a été érigé, face à la nécropole, afin de commémorer les 13e, 14e, 15e, 21e corps d'armée. Dans l'église paroissiale, un vitrail rappelle aussi l'engagement de ces unités.
- Musée avec des souvenirs : objets glanés sur les champs de bataille par l'abbé Collé, curé du village et délégué local du Souvenir Français[43].
- Monuments commémoratifs[44] des 13e, 14e, 15e, 21e Corps d'Armée[45],[46], Vitraux patriotiques, Plaques commémoratives, Nécropole nationale :
  - Mécropole militaire (Première Guerre mondiale)[47] ;
  - monument aux Ubayens de l’abbé Collé[48].

### Personnalités liées à la commune
- Gaston Litaize (1909-1991), organiste, compositeur lauréat du prix de Rome et professeur, est natif de la commune[49].

### Héraldique
| Blason | Blasonnement : Palé d'or et de gueules de huit pièces au chevron d'argent accompagné en chef de deux sapins de sinople et en pointe d'une croix de saint Maurice d'argent ; à la champagne ondée d'azur. Commentaires : Blason adopté par la commune le 5 mars 2015,. |

## Pour approfondir